# ARM Cortex-A55
Le Cortex-A55 est un modèle de microprocesseur implémentant le jeu d'instructions ARMv8.2-A 64 bits conçu par ARM Holding plc, et annoncé en juin 2017. Il s'agit d'un microprocesseur avec pipeline superscalaire à exécution dans l'ordre, destiné à remplacer le Cortex-A53.

## Architecture
Le Cortex-A55 est destiné à remplacer le Cortex-A53 datant de 2014. D'après ARM, le Cortex-A55 aurait, par rapport à son prédécesseur, des performances supérieure de 18%, une efficacité énergétique meilleure de 15% et une prédiction de branchements améliorée. 
Avec le Cortex-A75, ces deux microprocesseurs sont les premiers modèles d'ARM à supporter la technologie DynamIQ,, succédant au big.LITTLE en apportant une meilleure flexibilité à la conception des puces (typiquement des configurations du type 1 cœur big et 7 LITTLE). Ces deux processeurs permettent également l'ajout d'un cache L3, ce qui n'était pas le cas du Cortex-A53.

## Implémentations
- Realtek RTD1619